# Anamylopsora pulcherrima
Famille
Genre
Espèce
Anamylopsora pulcherrima est une espèce de champignons lichénisés (lichens) associés à des algues vertes. Il s'agit du seul représentant de la famille des Anamylopsoraceae,.